# Eupelmus
Eupelmus is een geslacht van vliesvleugeligen uit de familie Eupelmidae. De wetenschappelijke naam van dit geslacht is voor het eerst geldig gepubliceerd in 1820 door Dalman.

## Soorten
Het geslacht Eupelmus omvat de volgende soorten:
- Eupelmus achreiodes Perkins, 1910
- Eupelmus acinellus Askew, 2009
- Eupelmus aereiclavus Girault, 1925
- Eupelmus aeschyli (Girault, 1922)
- Eupelmus aesopi Girault, 1921
- Eupelmus afer Silvestri, 1914
- Eupelmus africanus Kalina, 1988
- Eupelmus albipes Girault, 1915
- Eupelmus albitarsis (Brèthes, 1916)
- Eupelmus albohirtus (Hedqvist, 1970)
- Eupelmus algiricus Kalina, 1988
- Eupelmus alhazeni Girault, 1918
- Eupelmus amaurodes Perkins, 1910
- Eupelmus americanus Spinola, 1853
- Eupelmus amillarus Walker, 1838
- Eupelmus amphitus Walker, 1846
- Eupelmus annulatus Nees, 1834
- Eupelmus anpingensis Masi, 1927
- Eupelmus antipoda Ashmead, 1900
- Eupelmus aporostichus Perkins, 1910
- Eupelmus argentinotatus Girault, 1915
- Eupelmus arizonensis Gibson, 2011
- Eupelmus aseculatus (Kalina, 1981)
- Eupelmus aspidoprocti Ferrière, 1941
- Eupelmus asthenes Perkins, 1910
- Eupelmus atropurpureus Dalman, 1820
- Eupelmus atus Narendran & Anil, 1998
- Eupelmus australiensis (Girault, 1913)
- Eupelmus australis Girault, 1915
- Eupelmus austron Boucek, 1976
- Eupelmus axestias Perkins, 1910
- Eupelmus axestops Perkins, 1910
- Eupelmus babindaensis Girault, 1915
- Eupelmus basileius Perkins, 1910
- Eupelmus batataephilus (Risbec, 1951)
- Eupelmus bedeguaris Ratzeburg, 1852
- Eupelmus benthami (Girault, 1915)
- Eupelmus bilingae Girault, 1923
- Eupelmus bimaculatus Cameron, 1884
- Eupelmus boharti Yoshimoto & Ishii, 1965
- Eupelmus bolivari Kalina, 1988
- Eupelmus bonus Narendran & Anil, 1998
- Eupelmus brachynterae (Schwägrichen, 1835)
- Eupelmus brevicollis (Risbec, 1951)
- Eupelmus brevipennis Cameron, 1884
- Eupelmus brincki (Hedqvist, 1970)
- Eupelmus brunnella Girault, 1915
- Eupelmus brutus Girault, 1920
- Eupelmus bryani (Timberlake, 1926)
- Eupelmus bulgaricus Kalina, 1988
- Eupelmus burmeisteri Girault, 1915
- Eupelmus caerulophantes Perkins, 1910
- Eupelmus caesar Girault, 1929
- Eupelmus calopterus Masi, 1943
- Eupelmus camptopterus (Gibson, 1990)
- Eupelmus caridei (Brèthes, 1917)
- Eupelmus carinatus Kieffer, 1905
- Eupelmus carolinensis Yoshimoto & Ishii, 1965
- Eupelmus catoxanthae Ferrière, 1940
- Eupelmus cavifrons Boucek, 1965
- Eupelmus cecidiptae (Brèthes, 1916)
- Eupelmus cerasmus (Gibson, 1990)
- Eupelmus ceroplastae (Kalina, 1984)
- Eupelmus cerris Förster, 1860
- Eupelmus chalcoprepes Perkins, 1910
- Eupelmus chauceri Girault, 1915
- Eupelmus chloropus Perkins, 1910
- Eupelmus chrysopinus Perkins, 1910
- Eupelmus chrysosinamorus (Gibson, 1990)
- Eupelmus cicadae Giraud, 1872
- Eupelmus cingulatus Cameron, 1884
- Eupelmus clavicornis Askew, 2000
- Eupelmus claviger Nikol'skaya, 1952
- Eupelmus coccidivorus Gahan, 1924
- Eupelmus coleophorae (Kalina, 1981)
- Eupelmus coleopterorum (Girault, 1913)
- Eupelmus compressiventris Ashmead, 1904
- Eupelmus conigerae Ashmead, 1885
- Eupelmus cooki Girault, 1928
- Eupelmus crawfordi Girault, 1915
- Eupelmus cromwelli Girault, 1922
- Eupelmus cupreicollis Ashmead, 1900
- Eupelmus curculionis Ferrière, 1935
- Eupelmus curiosus Narendran & Anil, 1998
- Eupelmus cursor Brues, 1907
- Eupelmus curticinctus Gibson, 2011
- Eupelmus curvator Yang, 1996
- Eupelmus curvistylus (Risbec, 1951)
- Eupelmus cushmani (Crawford, 1908)
- Eupelmus cyaneicollis Ashmead, 1900
- Eupelmus cyaneus (Gourlay, 1928)
- Eupelmus cyaniceps Ashmead, 1886
- Eupelmus cynipidis Ashmead, 1882
- Eupelmus dagatiguyi (Risbec, 1951)
- Eupelmus dryas Perkins, 1910
- Eupelmus dryorhizoxeni Ashmead, 1886
- Eupelmus dumasi Girault, 1915
- Eupelmus dysombrias Perkins, 1910
- Eupelmus dysoplias Perkins, 1910
- Eupelmus elegans Blanchard, 1942
- Eupelmus elgonensis (Risbec, 1955)
- Eupelmus elizabethae Girault, 1929
- Eupelmus elongatus Risbec, 1951
- Eupelmus eneubulus (Walker, 1838)
- Eupelmus epicaste Walker, 1847
- Eupelmus epilamprops Perkins, 1910
- Eupelmus epimelas Perkins, 1910
- Eupelmus erythrothorax Cameron, 1884
- Eupelmus euoplias Perkins, 1910
- Eupelmus euprepes Perkins, 1910
- Eupelmus eurorientalis Özdikmen, 2011
- Eupelmus eustichus Perkins, 1910
- Eupelmus excellens Westwood, 1874
- Eupelmus falcatus (Nikol'skaya, 1952)
- Eupelmus fasciiventris Cameron, 1884
- Eupelmus fieldingi Girault, 1915
- Eupelmus finlayi Girault, 1930
- Eupelmus fissicollis Risbec, 1952
- Eupelmus flavicrurus Yang, 1996
- Eupelmus flavipes Cameron, 1883
- Eupelmus floridanus Howard, 1880
- Eupelmus formosae Ashmead, 1904
- Eupelmus frederici (Girault, 1915)
- Eupelmus frondei Girault, 1922
- Eupelmus fulgens Nikol'skaya, 1952
- Eupelmus fulvipes Förster, 1860
- Eupelmus fuscipectus Gibson, 2011
- Eupelmus fuscipennis Förster, 1860
- Eupelmus fuscus Masi, 1927
- Eupelmus gorgias Walker, 1839
- Eupelmus gracilis Cameron, 1884
- Eupelmus grayi Girault, 1915
- Eupelmus greelyi Girault, 1915
- Eupelmus grisselli Gibson, 2011
- Eupelmus guamensis Yoshimoto & Ishii, 1965
- Eupelmus guatemalensis Dalla Torre, 1898
- Eupelmus gueneei Giraud, 1870
- Eupelmus hallami Girault, 1920
- Eupelmus halysidotae Brèthes, 1916
- Eupelmus hartigi Förster, 1841
- Eupelmus hawaiicus Özdikmen, 2011
- Eupelmus hawaiiensis Ashmead, 1901
- Eupelmus heinei Girault, 1922
- Eupelmus hemixanthus Perkins, 1910
- Eupelmus heterosomus Perkins, 1910
- Eupelmus hostilis Förster, 1860
- Eupelmus hyalinipennis Cameron, 1884
- Eupelmus ignotus Narendran & Anil, 1998
- Eupelmus impennis (Nikol'skaya, 1952)
- Eupelmus indicus Narendran & Anil, 1998
- Eupelmus iopas Walker, 1846
- Eupelmus iranicus Kalina, 1988
- Eupelmus ivondroi (Risbec, 1952)
- Eupelmus javae Girault, 1917
- Eupelmus juniperinus Bolivar y Pieltain, 1934
- Eupelmus karschii Lindeman, 1887
- Eupelmus kashmiricus Narendran, 2001
- Eupelmus keralicus Narendran & Anil, 1998
- Eupelmus kiefferi De Stefani, 1898
- Eupelmus kim Nikol'skaya, 1952
- Eupelmus koebelei Ashmead, 1904
- Eupelmus konae Ashmead, 1901
- Eupelmus kororensis Yoshimoto & Ishii, 1965
- Eupelmus lavoirsieri Girault, 1915
- Eupelmus leptophyas Perkins, 1910
- Eupelmus leucothrix Perkins, 1910
- Eupelmus levis Nikol'skaya, 1952
- Eupelmus licinus Narendran & Anil, 1998
- Eupelmus linearis Förster, 1860
- Eupelmus longicauda Girault, 1915
- Eupelmus longicaudus Kalina, 1988
- Eupelmus longicornis (Kalina, 1981)
- Eupelmus longicorpus Girault, 1915
- Eupelmus lutheri Girault, 1922
- Eupelmus maculatus (Ferrière, 1954)
- Eupelmus malabaricus Narendran & Anil, 1998
- Eupelmus malgascius Masi, 1917
- Eupelmus martellii Masi, 1941
- Eupelmus matranus Erdös, 1947
- Eupelmus mediterraneus Kalina, 1988
- Eupelmus melancrias Perkins, 1910
- Eupelmus melanotarsus Perkins, 1910
- Eupelmus memnonius Dalman, 1820
- Eupelmus merops Walker, 1839
- Eupelmus meteori (Gahan, 1913)
- Eupelmus microreticulatus Yoshimoto & Ishii, 1965
- Eupelmus microzonus Förster, 1860
- Eupelmus mirabilis Kalina, 1988
- Eupelmus molokaiensis Ashmead, 1901
- Eupelmus monas Perkins, 1910
- Eupelmus montaignei Girault, 1915
- Eupelmus moroderi Bolivar y Pieltain, 1934
- Eupelmus muellneri Ruschka, 1921
- Eupelmus nelsonensis Girault, 1915
- Eupelmus niger Ashmead, 1901
- Eupelmus nigricauda Nikol'skaya, 1952
- Eupelmus nigricoxus Yoshimoto & Ishii, 1965
- Eupelmus nihoaensis Timberlake, 1926
- Eupelmus nirupama (Narendran, 1996)
- Eupelmus nitidus Nikol'skaya, 1952
- Eupelmus nitifrons Gibson, 2011
- Eupelmus nubifer Brues, 1907
- Eupelmus nyanzaensis (Risbec, 1957)
- Eupelmus oleae Silvestri, 1915
- Eupelmus olierae (Brèthes, 1916)
- Eupelmus olivieri Kieffer, 1899
- Eupelmus ombrias Perkins, 1910
- Eupelmus oreias Perkins, 1910
- Eupelmus oribates Perkins, 1910
- Eupelmus orientalis (Crawford, 1913)
- Eupelmus orthopterae (Risbec, 1951)
- Eupelmus pacificus Timberlake, 1926
- Eupelmus pallicornis Gijswijt, 1993
- Eupelmus pallidipes Howard, 1897
- Eupelmus paraleucothrix Perkins, 1910
- Eupelmus parasthenes Perkins, 1910
- Eupelmus paraxestops Perkins, 1910
- Eupelmus parombrias Perkins, 1910
- Eupelmus parvulus Risbec, 1952
- Eupelmus pauroxanthus Perkins, 1910
- Eupelmus pax (Girault, 1913)
- Eupelmus peculiaris Narendran, 2011
- Eupelmus pedatorioides (Hedqvist, 1970)
- Eupelmus pedatorius (Ferrière, 1939)
- Eupelmus peles Perkins, 1910
- Eupelmus pelodes Perkins, 1910
- Eupelmus pelopus Perkins, 1910
- Eupelmus persimilis Ashmead, 1904
- Eupelmus pervius Gibson, 2011
- Eupelmus petiolaris Cameron, 1884
- Eupelmus phragmitis Erdös, 1955
- Eupelmus pini Taylor, 1927
- Eupelmus platyscapa (Risbec, 1952)
- Eupelmus pleuratus (Kalina, 1981)
- Eupelmus pudicus Girault, 1915
- Eupelmus pullus Ruschka, 1921
- Eupelmus puparum Newport, 1840
- Eupelmus renani Girault, 1915
- Eupelmus retrosus Narendran & Anil, 1998
- Eupelmus rexonus Narendran & Anil, 1998
- Eupelmus rhodias Perkins, 1910
- Eupelmus rhododorus Perkins, 1910
- Eupelmus rhyncogoni Perkins, 1907
- Eupelmus ridiaschinae (Brèthes, 1916)
- Eupelmus robustus (Timberlake, 1926)
- Eupelmus rohdendorfii (Trjapitzin, 1963)
- Eupelmus rostratus Ruschka, 1921
- Eupelmus rubicola (Ashmead, 1887)
- Eupelmus saharensis Kalina, 1988
- Eupelmus saissetiae Silvestri, 1915
- Eupelmus santaremensis Ashmead, 1904
- Eupelmus scarabaei Girault, 1938
- Eupelmus schmiedeknechti Ruschka, 1921
- Eupelmus scolyti Liao, 1886
- Eupelmus seculatus (Ferrière, 1954)
- Eupelmus semiputatus (Girault, 1915)
- Eupelmus setiger (Crosby, 1909)
- Eupelmus seyrigi (Risbec, 1952)
- Eupelmus shakespearei Girault, 1922
- Eupelmus soror Girault, 1915
- Eupelmus soudanensis Ferrière, 1925
- Eupelmus spermophilus Silvestri, 1915
- Eupelmus splendens Giraud, 1872
- Eupelmus splendidus (Girault, 1913)
- Eupelmus splendissimus Ashmead, 1901
- Eupelmus stenozus Askew, 2000
- Eupelmus stramineipes Nikol'skaya, 1952
- Eupelmus subsetiger Perkins, 1910
- Eupelmus sugonyaevi (Kalina, 1981)
- Eupelmus swezeyi (Crawford, 1915)
- Eupelmus synophri De Stefani, 1898
- Eupelmus tachardiae (Howard, 1896)
- Eupelmus tanyaris (Gibson, 1990)
- Eupelmus tenuicornis Kieffer, 1905
- Eupelmus terminaliae Hafiz, 1938
- Eupelmus terryi (Bridwell, 1918)
- Eupelmus testaceiventris (Motschulsky, 1863)
- Eupelmus testaceus (Risbec, 1952)
- Eupelmus thestalus (Walker, 1839)
- Eupelmus tibicinis Boucek, 1963
- Eupelmus toowongi Girault, 1923
- Eupelmus trjapitzini Kalina, 1988
- Eupelmus unipunctipennis Girault, 1927
- Eupelmus urozonus Dalman, 1820
- Eupelmus utahensis Girault, 1916
- Eupelmus valsus Narendran, 2001
- Eupelmus varicauda Gibson, 2011
- Eupelmus vermai (Bhatnagar, 1952)
- Eupelmus vesicularis (Retzius, 1783)
- Eupelmus vicentinus De Santis, 1979
- Eupelmus vindex Erdös, 1955
- Eupelmus virgilii Girault, 1922
- Eupelmus volator Brues, 1907
- Eupelmus vuilleti (Crawford, 1913)
- Eupelmus vulgaris Ashmead, 1901
- Eupelmus xambeui Giard, 1900
- Eupelmus xanthodorus Perkins, 1910
- Eupelmus xanthopus Ashmead, 1901
- Eupelmus xanthotarsus Perkins, 1910
- Eupelmus xestias Perkins, 1910
- Eupelmus xestops Perkins, 1910
- Eupelmus zandanus Narendran & Anil, 1998
- Eupelmus zangherii Masi, 1946
- Eupelmus zumbensis Crosby, 1909